# 納賽爾·卡納尼
納賽爾·卡納尼（波斯語：‎，羅馬化：Nasser Kanaani）是一名伊朗外交官，自2022年6月27日起擔任伊朗外交部發言人。2018年7月至2022年7月，他也曾擔任伊朗駐開羅利益保護辦公室主任。 卡納尼曾擔任外交部伊拉克事務處處長、阿拉伯中東和北非司副司長以及伊朗駐約旦大使館副館長等職務。除了母語波斯語外，他還精通英語和阿拉伯語。

## 外部連結
- 納賽爾·卡納尼的X（前Twitter）